# 諾塔普冰川
諾塔普冰川（英語：Nottarp Glacier），是南極洲的冰川，位於沙克爾頓海岸，最終在達姆山以南注入洛厄里冰川，美國地質調查局根據測量和該國海軍的空中照片繪入地圖，現時由南極條約體系管理。